# Bengt Ekerot
Bengt Ekerot (parfois crédité Bengt Ekeroth), né à Stockholm le 8 février 1920 et mort dans cette même ville le 26 novembre 1971, est un acteur et réalisateur suédois.

## Biographie
Bengt Ekerot étudie l'art dramatique au Dramatens elevskola, l'école du Théâtre dramatique royal. Il est engagé dans une troupe théâtrale à Malmö de 1947 à 1949, puis  à Göteborg de 1947 à 1950. Il fait partie de la troupe du Théâtre dramatique royal à partir de 1953 et ce jusqu'en 1965.
Il obtient son premier rôle au cinéma en 1940 dans Med livet som insats (They Staked Their Lives (en)), film de Thor L. Brooks et de Alf Sjöberg, et réalise lui-même à partir de 1946. Le rôle qui l'a rendu célèbre en 1957 est celui de la Mort dans Le Septième Sceau d'Ingmar Bergman où son personnage à la face blanche vêtu d'un manteau noir est devenu un archétype de la représentation de la mort, repris depuis lors dans d'innombrables films et d'autres médias.
Il a été marié deux fois, en 1946 avec Antoinette Gram, fille du juriste et politicien norvégien Harald Gram (en), puis de 1959 à 1968 avec la chanteuse d'opéra soprano Margareta Hallin (sv).
Il meurt d'un cancer du poumon en 1971 et est enterré au cimetière Skogskyrkogården à Stockholm.

## Filmographie partielle

### Acteur

#### Cinéma
- 1957 : Le Septième Sceau d'Ingmar Bergman : la Mort
- 1958 : Le Visage d'Ingmar Bergman : Johan Spegel
- 1968 : Am-Stram-Gram de Jan Troell : Eriksson

### Réalisateur

#### Cinéma
- 1946 : La Joyeuse partie (Det glada kalaset) coréalisé avec Lennart Wallén

#### Télévision
- 1958 : Hughie (téléfilm - réalisation)

## Théâtre
- 1956 : Le Long Voyage vers la nuit d'Eugene O'Neill (mise en scène de la première mondiale)